# ジャック・アントワーヌ・ギベール

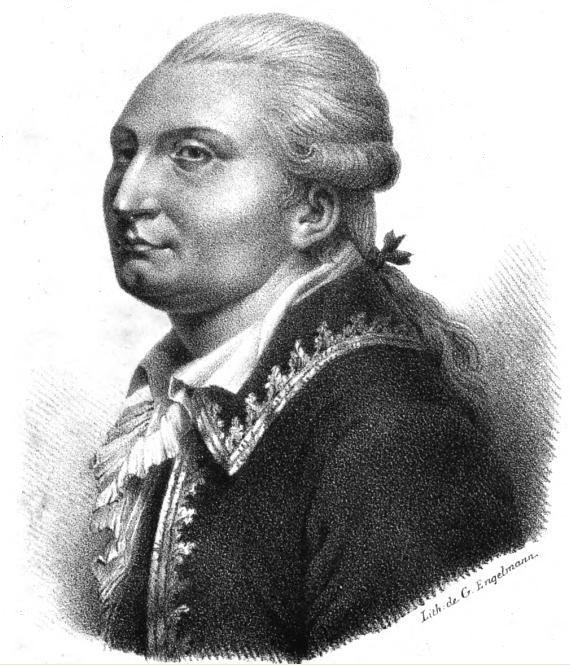
ジャック・アントワーヌ・ギベール

ジャック・アントワーヌ・ギベール（Jaques Antoine Guibert、1743年11月12日 - 1790年5月6日）はフランスの貴族であり軍事学者。
フリードリヒ大王、ピュイセギュールやモーリス・ド・サックスなどの軍事思想の影響を受けており、またハインリヒ・フォン・ビューロー、ナポレオン・ボナパルトなどに影響を与えた。軍事学の方法論、軍事組織、火力と機動、補給方法などについて研究業績を残している。

## 生涯
父親が軍人である家庭に生まれ、ギベール本人も幼少期から入隊していた。1768年にコルシカの戦いに参加して昇進を重ねるとともに、当時のフランスの社交界にも出入りして文学作品を発表してもいる。1770年に『戦術一般論』を出版したが、この著作はギベールの軍事学の研究業績として広く認められ、特に啓蒙主義的な言論人たちに好意的に受け入れられた。それからギベールは社交界を通じて啓蒙主義の哲学者たちと交流を持ちながら研究を続け、1779年には『近代戦争体系擁護論』を発表して前作で発表した軍事思想を修正した。1785年にギベールはそれまでの業績と社交界での交流を通じてフランス王立科学会の会員として選抜された。1789年に彼は三部会の代表を選抜するための地方議会の議員として選ばれたが、1790年に反動勢力によってフランス革命から粛清された後に死去した。

## 軍事思想
ギベールは啓蒙主義の時代に生まれ、フォラールやピュイセギュール、サックスの研究を調べながら独自の軍事思想を形成していった。ギベールにとって重要だった論点に戦争学の方法論、軍事組織、そして火力と機動の関係、それに伴う補給の問題などがある。ギベールは戦争学の方法論として科学的方法を適用することを構想していた。ギベールによれば、戦争には規則や原理によって支配された機械的要素と不確定的な要素に区別することが可能であり、前者については科学によって解明することが可能であると考えていた。同時に彼は伝統的な戦争についての研究には方法論で重大な欠陥があったことを指摘しており、普遍的な戦争の原理を明らかにする戦争科学の確立を提唱している。またギベールは軍事組織について市民軍の創設を主張していた。この主題は当時のサロンでよく論じられていた主題であり、ギベールは階級的な区分にしばられていない国民全体から組織された軍隊の創設こそが精強な軍隊をもたらすと考えていた。彼は国民性の観念を軍事組織の分析に反映させながら、この見解を補強している。しかし実際には市民軍のような軍隊は革命が起こらない限りは不可能であると思われたために、プロイセン軍が行ったような厳格な軍事訓練を行うことを論じるに留まっている。さらにギベールは火力に対して機動の重要性を主張する立場にあり、軍隊の主体は騎兵や砲兵よりも歩兵であるべきであると考えていた。騎兵は急襲や追撃で有効であるが、歩兵部隊の支援が不可欠であることから主体ではありえず、砲兵という戦力はギベールが期待する機動力から考えれば鈍重過ぎる戦力であった。そして歩兵部隊は縦隊で迅速に機動することを提案し、また補給の方法として倉庫方式ではなく現地調達が望ましいと考えていた。